# Полозово (Бежаницкий район)
Полозово — деревня на северо-западе Бежаницкого района Псковской области.  Входит в состав сельского поселения Ашевское.
Расположена на берегу реки Цвенка (приток Уды), в 32 км к северо-западу от райцентра Бежаницы.
Численность населения деревни составляет 99 жителей (2000 год).
До 3 июня 2010 года деревня входила в состав ныне упразднённой Ново-Кузнецовской волости с центром в д. Ублиска.